# Abydos, Mindre Asien
För andra betydelser av Abydos, se Abydos.

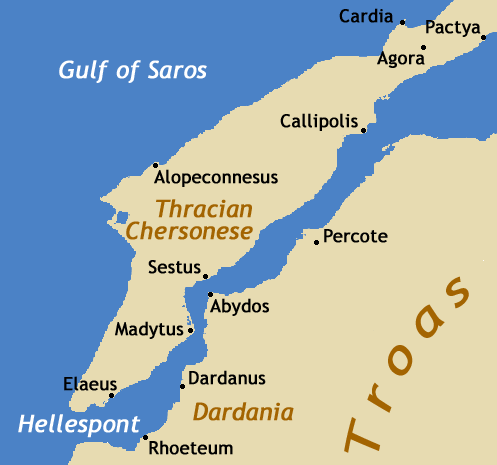

Abydos var en antik stad i Mysien i Mindre Asien vid Hellespontens (dagens Dardanellerna) smalaste passage, omkring 2 kilometer från dagens Çanakkale i Turkiet. På sundets europeiska sida, på Gallipolihalvön, låg staden Sestos.

## Historia

### Antiken
Förmodligen var Abydos ursprungligen en thrakisk stad men koloniserades sedan av handelsmän från Miletos. 
Då den persiske kungen Xerxes skulle invadera Grekland byggde han vid Abydos en av två pontonbroar på vilka hans gigantiska här korsade sundet 480 f.Kr..
Abydos är också känt för sitt motstånd 200 f.Kr. mot Filip V av Makedonien liksom för kärleken mellan Hero och Leander.

### Senare perioder
Den bysantinske kejsaren Basileios II slog ned ett uppror vid Abysos 989.
Staden förblev den viktigaste tullstationen vid sundet under den bysantinska perioden. 1203 stannade det fjärde korståget vid Abydos och plundrade åkrarna runt staden under en veckas tid innan de fortsatte mot Konstantinopel som de intog följande år.
Den osmanske sultanen Mehmet II erövrade det bysantinska riket 1453 och för att stärka kontrollen över sundet lät han omkring 1456 uppföra två fort, de så kallade "gamla slotten", ett vid Abydos och ett vid Sestos. 1658 uppfördes de "nya slotten" vid sundets mynning.
1675 gjordes en arkeologisk utgrävning av den gamla staden.
1810 besökte Lord Byron Abydos och lyckades upprepa Leanders bedrift att simma över sundet efter ett första misslyckat försök, en bedrift som, enligt honom själv, tog en timme och tio minuter. Han skrev sedan dikten The Bride of Abydos. 1843 målade Eugène Delacroix sin målning La fiancée d'Abydos.